# Historia UD Salamanca, Años 1990

## Temporada 1990-1991
- Benito Joanet Jiménez y Tito Reyes llegan al banquillo y a la secretaría técnica respectivamente. Se busca una plantilla para llevar de nuevo a la UDS a Primera división.
- Las esperanzas se diluyen al comienzo de la campaña, ya que hubo que esperar a la 6.ª Jornada para el primer triunfo unionista, que encabeza una tímida reacción del equipo charro con dos victorias seguidas, pero que se desvanece posteriormente tras cinco encuentros sin lograr la victoria.
- Se nota cierto nerviosismo y el presidente da la baja a Vucicevic. Fue contratado Vermezović pero en su debut, ante el Rayo Vallecano, se lesionó por 7 semanas. Contra los madrileños la Unión perdió pero parecía que el equipo espabilaba tras una serie de cinco partidos sin perder que llevó a la UDS al 7º lugar, pensando incluso en el ascenso. El equipo se volvió a desmoronar y cayó al pozo de la clasificación.
- Es destituido Tito Reyes y se hace cargo de su puesto Fernando Redondo Barcenilla , que hace nuevos fichajes en busca de un revulsivo para el equipo, y el presidente da la baja federativa a Zudaire, por ser considerado por el presidente el gafe del equipo. También es destituido Benito Joanet, al que sustituyó el propio Fernando Redondo, pero nada pudo hacer al frente del equipo.
- Las victorias del Figueres, entrenado por D'Alessandro, y el Sabadell, con gol de Joan Barbará, harían al equipo charro descender a Segunda B. El equipo acabó 18º.
- En Copa del Rey, la UDS cae en segunda ronda contra el Celta de Vigo.

## Temporada 1991-1992
- Está presente la incertidumbre de una posible reestructuración de la Segunda división, que permitiría a la UDS militar esta temporada en la categoría de plata, pero finalmente no salió adelante.
- La posible reestructuración influyó en los fichajes ya que los jugadores foráneos tuvieron que dejar el equipo al no permitirse su participación en Segunda B. El equipo ficha a Ángel Medina, procedente del filial del Real Madrid. Felipe Mesones Temperán se haría cargo del equipo, aunque se marchó a mitad de temporada ya que tenía carta de libertad si algún equipo de mayor categoría le pretendía. Su puesto fue ocupado por Nemesio Martín Montejo, Neme, desde enero de 1992 hasta final del campeonato.
- La UDS jugó en el Grupo II, buscando el regreso a la categoría de plata. En la fase regular, la Unión no pasó demasiados apuros y quedó 1.ª, clasificándose así para jugar la fase de ascenso.
- En la fase de ascenso, la UDS compartía grupo con el Villarreal CF, la Balompédica Linense y el Gerona. En El Madrigal, el equipo charro perdió 2-1 contra los castellonenses, y fue la tónica de la UDS en los partidos de fuera. En la última jornada el equipo salmantino no dependía de sus resultados: debía ganar al Gerona y esperar una derrota del Villarreal CF frente a la Balompédica. El partido contra el Gerona se ganó por un resultado de 2-1, pero los castellonenses también se impusieron en su partido, hecho que les dio el ascenso.
- En Copa, la UDS volvió a caer en la segunda ronda, esta vez contra el Real Ávila.
- En septiembre de 1991 comienzan los trámites para convertir a la UDS en Sociedad Anónima Deportiva, siguiendo los pasos marcados por la Ley del deporte. Se aprueban el inicio del proceso con el reconocimiento del capital social por parte de los socios y de la deuda que ascendía a 340 millones de pesetas (2.043.441 €), siendo la deuda lo que debía cubrirse por todos aquellos abonados que quisieran contratar acciones del club. Durante la temporada el ritmo de adquisición de acciones fue un continuo goteo y a finales de junio, cuando ya se estaba acabando la tercera fase, el presidente Juan José Hidalgo Acera, hizo efectivo el pago de los 81 millones (486.820 €) que restaban para cubrir el capital y se cerró definitivamente la conversión el 25 de junio de 1992, pasando desde aquel momento a ser Unión Deportiva Salamanca, Sociedad Anónima Deportiva.
- La selección Sub-21 juega un partido de clasificación para el Europeo contra Albania. El partido acaba 1-1 con gol de Pier a pase de Ismael Urzaiz.

## Temporada 1992-1993
- El equipo se convierte definitivamente en Sociedad Anónima Deportiva. El primer presidente en esta etapa fue Mariano Rodríguez Sánchez, pero solo duró dos meses al cargo al dimitir por las discrepancias con Juan José Hidalgo Acera, que ocuparía su lugar en la presidencia. El primero pensaba en el ascenso, mientras que Hidalgo pensaba en un proyecto a medio plazo para ese objetivo.
- El presidente llevó a cabo una limpieza general en la plantilla y es necesario reforzar el equipo, pero sin demasiados excesos debido a la delicada situación económica. Juan José Hidalgo contrata como entrenador a un joven guipuzcoano de 26 años, Juan Manuel Lillo, procedente de la Cultural Leonesa.
- En lo deportivo el equipo se mostró sólido durante toda la temporada, estando siempre en los puestos de arriba. El equipo acabó en 2ª posición con la posibilidad de jugar la promoción de ascenso.
- El sorteo no deparó un grupo fácil. Gimnástica de Torrelavega, Hércules Club de Fútbol y UD Las Palmas eran los rivales para conseguir ascender. Como no podía ser de otra forma, la UDS perdió los dos partidos con su particular bestia negra, el Hércules, y fue para los alicantinos el ascenso.
- En Copa del Rey, el equipo cayó en tercera ronda al perder por penaltis contra el Torrevieja.
- Se homenajeó con un amistoso contra el Atlético de Madrid y otorgándole la insignia de oro y brillantes del club a Gabino Sánchez, gerente del equipo durante 32 años. Su puesto lo ocuparía Enrique Miguel.
- La UDS consiguió su victoria número 100 en Segunda B en la Jornada 29 ante el Tomelloso: 6-1.

## Temporada 1993-1994
- El club empezó la campaña con solo 1.200 socios y con Juan Manuel Lillo aún en el banquillo. Se reforzaron los puestos necesarios manteniendo la base del año anterior.
- En Copa el equipo pasó fácilmente las rondas contra el Hullera y el Real Ávila. Posteriormente tocó un hueso duro, el Real Mallorca. Los charros le hicieron tres goles a un desconocido Bogdan Stelea y consiguieron vencer también en la isla. Fue el Polideportivo Ejido el que apeó al conjunto unionista de la competición que, a pesar de conseguir remontar en casa el 3-0 de la ida, perdió la eliminatoria en la prórroga.
- La institución pasa graves problemas económicos. Los jugadores pasan tres meses sin cobrar y los préstamos milagrosos salvan a última hora a la Unión de la bancarrota.
- Durante la temporada el equipo mostró gran superioridad. En la Jornada 7ª se alcanzarían los primeros puestos, que no se dejarían hasta final de temporada. La gran regularidad a final de temporada llevó al equipo a quedar 1º en la tabla. El once base que usaba el mister era fácilmente recordado:
  - Olabe, Sito, Rodolfo, Torrecilla, Josema, Medina, Sukunza, Carlos, Barbará, Vellisca y Quico. Además de Jon Igoa, Díaz y Jandri.
- Roberto Olabe, el portero del equipo, fue el menos batido de la categoría, teniendo una racha de casi 600 minutos sin encajar ningún gol.
- La media de aficionados que asistía al campo era de unas 3.000 personas, debido al bajo nivel de los rivales, aunque fuera de la ciudad se hablaba del juego del equipo y del interés del Real Valladolid por Lillo.
- UD Las Palmas, Levante UD y Barakaldo esperaban a la UDS en la liguilla. A pesar de ganar fuera 0-1 al UD Las Palmas, llegó el pesimismo al perder los dos partidos contra el equipo vasco. El equipo se quedaba casi sin opciones, pero una victoria ante la UD Las Palmas en el Estadio Helmántico, ante 12.000 espectadores, volvió a dejar todo abierto. El 5 de junio de 1994, la victoria de la UDS en el Nou Estadi ante el equipo levantino y la derrota del Barakaldo contra la UD Las Palmas, daban el ascenso matemático al equipo del Tormes. El último encuentro contra el Levante UD fue mero trámite y acabó 2-2. Fue un homenaje de la afición hacia los jugadores.

## Temporada 1994-1995
- Se realizaron pocos fichajes, pero con gran calidad. Lillo había conseguido una plantilla firme, sólida, con las ideas claras y con un juego definido; un verdadero bloque.
- En pretemporada el equipo venció al Atlético de Madrid y a la Real Sociedad y le plantó cara al FC Barcelona.
- En Copa, el equipo fue eliminado en tercera ronda contra el Valencia CF.
- La temporada empezó con un 0-0 ante el Getafe CF. El equipo encadenó una buena racha, consiguiendo hacer los mejores encuentros en los partidos de fuera de casa. Mérida y Rayo Vallecano eran los equipos que conseguirían el ascenso directo y, aparte, había un grupo de equipos que luchaba por las otras dos plazas de promoción: Osasuna, UE Lleida, Mallorca, Hércules y SD Eibar. A este grupo pronto se añadiría la UDS.
- En abril de 1995, el equipo unionista se alzó hasta la 4ª plaza al vencer al Barcelona B y, el 10 de junio, la victoria ante el Villarreal CF daba la clasificación matemática al equipo. El último partido contra el Rayo Vallecano fue puro trámite y la UDS acabaría en 4ª posición.
- El rival de la UDS en la eliminatoria de promoción fue el Albacete Balompié con gente como José Francisco Molina, Oscar Dertycia, Santi o Zalazar. El partido de ida en casa fue un 0-2 a favor de los manchegos, lo que produjo un desánimo en la afición tras la fiesta montada para aquel partido, para el que incluso se contrató a Manollo "el del Bombo". Pero los jugadores confiaban en la remontada.
- 27 de junio de 1995, Estadio Carlos Belmonte. Torrecilla adelanta al equipo al final de la primera parte y, cuando todo estaba perdido, en el descuento de la 2ª parte, Brito Arceo expulsó a Manolo tras una falta sobre Díaz. La falta la saca Sito en corto sobre Medina, que cuelga un balón en largo que llega hasta la cabeza de Urzaiz, que había entrado en el minuto 60, y éste envía el balón a la red. Ese gol empató la eliminatoria y forzó la prórroga, en la cual Urzaiz de nuevo de cabeza, Antonio Díaz y Martín Vellisca dejaban el marcador en un contundente 0-5, que daba el ascenso a Primera división a la Unión Deportiva Salamanca.
- La fiesta no fue solo en Albacete, con los jugadores y la afición gritando "La que hemos liado", sino que en Salamanca la afición salió a la calle a festejar por todo lo alto el segundo ascenso en dos años, esta vez a la máxima categoría del fútbol español. Al día siguiente el equipo fue recibido en el Ayuntamiento, con la Plaza Mayor a rebosar de aficionados, que se volcaron con el equipo.

## Temporada 1995-1996
- La polémica salpicó esta temporada al ampliarse a 22 equipos la competición. La nueva ley de Sociedades Anónimas, provocó el descenso del Sevilla FC y el Celta de Vigo a Segunda división al no cumplir los requisitos económicos. Debido a esta medida, ocuparían esas plazas Albacete y Real Valladolid, que habían descendido en la anterior campaña. Debida a multitudinarias manifestaciones, la Liga y la Federación decidieron indultar a los equipos descendidos y dejar finalmente una liga de 22 equipos.
- El comienzo del equipo fue desesperanzador: el casillero no se estrenó hasta el empate con el Valladolid en la 4.ª jornada, y la primera victoria no llega hasta la 7.ª jornada. El conjunto de Juan Manuel Lillo se movía en los últimos puestos de la tabla, siendo el puesto 13º el mejor del equipo, conseguido tras vencer al Athletic Club.
- 8 de octubre de 1995: Gol número 300 en Primera, obra de Claudio en el encuentro Rayo Vallecano 1 - UD Salamanca 4 de la Jornada 7.
- En la segunda vuelta, el equipo sigue sin conseguir puntos y se hunde cada vez más en la clasificación. Había rumores sobre la destitución de Juan Manuel Lillo pero la directiva intenta aguantar el chaparrón. Fue la derrota contra el Rayo Vallecano (que ya había provocado el cese de Jorge Valdano por el Real Madrid) la que supuso la destitución del técnico. La decisión no sentó bien a la grada, que manifestó su desacuerdo en el siguiente partido en el Helmántico. De la misma forma, la plantilla emitió un comunicado en el que mostraba su apoyo al técnico y desacuerdo con los dirigentes del equipo. Lacasa y Balta se hicieron cargo del equipo, pero su estreno fue un 5-0 contra el Real Madrid que acabó de hundir al equipo.
- En el último tramo de la competición D'Alessandro se hizo cargo del equipo, pero el equipó no mejoró. Con el descenso matemático empezó a verse la mejor cara del equipo, pero el equipo acabó 22º en la tabla.
- Balta es obsequiado con la insignia de oro y brillantes del club.
- En Copa del Rey, la UDS fue eliminada en segunda ronda por el Athletic Club.

## Temporada 1996-1997
- Joao Alves, exjugador portugués de la UDS, se hace cargo del equipo y se incorporan nuevos jugadores como Pauleta, Stelea, Abel Xabier, N'Dinga... La pretemporada es larga y el equipo no cosecha ninguna derrota. Se acaba contratando a Taira y a Giovanella para fortalecer el centro del campo. El lamentable inicio de temporada, lo intento subsanar el presidente, Juan José Hidalgo, cesando de sus puestos a Enrique Miguel, Antonio Hidalgo y Copi Lacasa, entre otros. Pero no arregló nada y, en la 8.ª jornada, el entrenador luso presenta su dimisión.
- Balta y Bustillo, otros dos exjugadores, se hicieron cargo mientras se buscaba entrenador, y consiguieron ganar al CD Ourense en tierras gallegas y a la UD Las Palmas en casa.
- Andoni Goikoetxea cogió las riendas del equipo. No fue mala la labor del técnico vasco, ya que solo concede dos derrotas en lo que resta de temporada: contra el Club Deportivo Badajoz en casa, al no ser señalado un penalti a favor de los charros, y contra el Real Mallorca en el Lluis Sitjar. Cuando se produjo el parón de Semana Santa, restaban seis jornadas para el final. Al reanudarse la competición se produjo el peor partido con Goiko en el banco en un empate contra el Real Madrid B, al que le siguió un empate en el campo del Villarreal CF cuando el equipo iba ganando 0-2. Pero la racha volvió al lado de los charros tras realizar una remontada al Club Atlético de Madrid B y al vencer al Club Deportivo Badajoz.
- Joan Barbará se lesionó, lo que permitía hacer una ficha a otro jugador. Sonaron nombres como Malamba o Jordi Cruyff, pero no se efectuó ninguna incorporación.
- En la penúltima jornada, el equipo dio la vuelta a un marcador adverso con goles de Pablo Zegarra y César Brito ante el Real Mallorca lo que hacía que el equipo dependiera de su propio resultado en el último partido.
- En la última Jornada, la UDS se juega el ascenso en Vitoria, frente al Deportivo Alavés. Los charros vencieron con un contundente 0-4 y fueron autores de los goles cuatro hombres que habían llegado de la mano de Joao Alves: Giovanella, César Brito, Zegarra y Catanha. El equipo acabó 2º, ascendiendo de nuevo a la máxima categoría.
- Pauleta ganó el Pichichi de la categoría al sumar 19 tantos.
- Antes de acabar la temporada fue fichado Ronen Harazi, que llegaría a disputar un amistoso en esa campaña.
- En Copa, el equipo fue eliminado contra el Real Madrid de Fabio Capello perdiendo los dos partidos por 0-2 y 2-0.

## Temporada 1997-1998
- El equipo afronta su vuelta a Primera división con una pretemporada mal planificada, solo con encuentros de menor categoría que no medían el potencial real de los nuevos fichajes.
- La UDS empezó la liga en El Sardinero perdiendo con un gol de Dubravko Pavličić en propia meta. La 2.ª jornada fue un 0-2 para el Real Madrid en el Estadio Helmántico. La primera victoria fue en la 3.ª jornada en el Estadio José Zorrilla contra el Real Valladolid, después de cincuenta años sin ganar en tierras pucelanas, con goles de César Brito y Pauleta. La delicada clasificación charra a partir de la derrota contra el Mérida que dirigía D'Alessandro provoca que, el 20 de octubre, sea destituido Balta y se haga cargo del banqullo Txetxu Rojo.
- El equipo empezó a encadenar buenos resultados a partir de un 0-1 en Mestalla, destacando una victoria en el Estadio Helmántico por 4-0 frente al Deportivo de La Coruña, con tres tantos de Pauleta.
- La UDS empezaría el año 1998 a lo grande: la noche de Reyes, el equipo esperaba en su casa al líder, el FC Barcelona. La UDS iba debajo en el marcador 1-3 a falta de 15 minutos, pero el equipo reaccionó y acabó imponiéndose por 4-3 en una espectacular remontada.
- El equipo no tenía suerte en sus desplazamientos, perdiendo en campos como el Santiago Bernabéu o San Mamés, y el entrenador diseña un programa que consistía en no fallar en casa. El plan tuvo efecto, ya que el equipo charro no volvió a perder en su feudo.
- Otro encuentro destacado del equipo unionista fue el 21 de marzo, en el Estadio Helmántico y frente al Atlético de Madrid. Los colchoneros de Radomir Antić se presentaban con su goleador Christian Vieri. El Capo Cannonieri marca cuatro goles al equipo charro, pero gracias a un inspirado Popescu y una gran concentración de la Unión, el equipo consiguió lograr ganar el partido, imponiéndose 5-4 al final del encuentro.
- Semanas después, el Valencia CF, sufriría el gran estado de forma de los charros en su estadio, llevándose a tierras levantinas un contundente 6-0 en el marcador
- La UDS pudo conseguir la permanencia antes, pero no fue posible. El equipo se la jugaba en la última Jornada ante el FC Barcelona, ya campeón de Liga, en el Camp Nou. Necesitaba ganar, o dependería de resultados de esos campos. Los charros solo habían ganado dos veces fuera de casa, pero se impusieron al conjunto catalán con un marcador de 1-4, siendo el único equipo que consiguió ganar en sus dos encuentros al campeón de Liga y acabando 15º clasificado en Primera división.
- Días después Popescu fue traspasado al Valencia CF y se anunció el fichaje de Txetxu Rojo por el Real Zaragoza.
- En Copa, el equipo fue eliminado en segunda ronda por el Extremadura, a pesar de vencer en el primer encuentro.
- Este año era el 75 aniversario de la UDS. A la directiva se le pasó por alto el dato y no se realizó ningún acto conmemorativo. Al ser tardía la reacción se realizaron actividades insuficientes ante tan destacada fecha, lo que fue reprochado desde la grada.

## Temporada 1998-1999
- Miguel Ángel Russo se hace cargo del equipo, algo que no fue del todo bien aceptada por la afición charra, ya que dio la baja a César Brito y al canterano Sito, que contaban con el aprecio de la grada. También son traspasados el goleador, Pauleta, al Deportivo de La Coruña, Popescu al Valencia CF, Luis Manuel Lombardi que regresa al River Plate, Catanha al Málaga CF y Nemanja Miljanović, y además, son cedidos Paulo Torres al Rayo Vallecano y Pablo Zegarra al Sporting Cristal de Perú hasta el 31 de diciembre. En cuanto a fichajes, se incorporan al equipo Lunari, Lupidio, Casartelli, Martín Cardetti, Leo Ramos (cedido a River Plate en diciembre), Munteanu, Marinescu, Nuno Luis, se recupera a Dino de su cesión al Zamora y se incorpora definitivamente al canterano Tomás.
- 4 de octubre de 1998: Gol número 400 en Primera, obra de Cardetti en el encuentro UD Salamanca 1 - Real Valladolid 0 de la Jornada 5.
- El objetivo era la permanencia pero no se consiguió. El equipo tiene un juego pobre y triste, y los resultados no acompañan, por lo cual es destituido el entrenador. Las riendas del equipo las toma Balta durante un tiempo, y posteriormente Josu Ortuondo sería el encargado de mejorar al equipo charro. No tuvo éxito el técnico y no logró acabar la temporada. Carlos Lobo Diarte se hace cargo pero no logra salvar el descenso y el equipo acaba en 20.ª posición, último, con 27 puntos
- En la competición de Copa del Rey el equipo cae contra el Sevilla FC.
- Durante la temporada se demolió el Velódromo y se construyeron dos campos, uno de hierba artificial, además de un gimnasio debajo del Fondo Sur y un edificio con instalaciones para las secciones inferiores. Además se instalaron dos videomarcadores en ambos fondos del estadio.

## Temporada 1999-2000
- Temporada que supone el regreso Segunda división después de dos años consecutivos en la élite del fútbol español. Se configura una plantilla con la esperanza de regresar a Primera división y es Mariano García Remón el que se hace cargo del equipo. El comienzo es esperanzador, siendo el equipo campeón de invierno y con una amplia diferencia sobre el 2º clasificado. En la segunda vuelta el equipo se desmorona y se cambia al entrenador; se hacen cargo Ángel Crego y Baltasar Sánchez. El equipo se jugaría el ascenso en la última jornada dependiendo de ciertas carambolas.
- El partido, con una gran entrada en el estadio Helmántico, es contra la SD Eibar y debía logra un resultado superior al del CA Osasuna. La UDS ganó su encuentro por 2-1, pero no se dio el otro resultado esperado y el equipo continuaría en 2ªA, ya que Osasuna derrotó 2-1 al Recreativo de Huelva y el equipo quedó 4º, empatado a 66 puntos con el Villarreal CF, que pese a perder en la última jornada ya tenía el ascenso asegurado por su ventaja en los duelos directos con el club charro.
- En la Copa del Rey, la UDS se enfrentó al Rayo Vallecano. Se empató en el Helmántico y el equipo estuvo a punto de dar la sorpresa en la vuelta, pero finalmente fue el equipo madrileño el que pasó la eliminatoria.
- El máximo goleador del equipo fue Quique Martín con 10 tantos.

| Predecesor: Años 1980 | Historia de la Unión Deportiva Salamanca Años 1990 | Sucesor: Años 2000 |